# Adam Morong
Adam Morong (* 16. června 1993, Galanta) je slovenský fotbalový záložník či útočník, od ledna 2016 působící v klubu FK Senica. Je bývalým mládežnickým reprezentantem Slovenska.

## Klubová kariéra
Svoji fotbalovou kariéru začal v ŠKF Sereď, odkud v průběhu mládeže zamířil do klubu FK AS Trenčín. V sezoně 2010/11 se propracoval do seniorské kategorie a postoupil s týmem do 1. ligy. V září 2012 odešel hostovat do MFK Tatran Liptovský Mikuláš. V létě 2013 odešel na hostování zpět do Sereďe. V ročníku 2013/14 postoupil s mužstvem do 2. nejvyšší soutěže. Před sezonou 2015/16 Trenčín definitivně opustil a stal se novou posilou mužstva FC Nitra.

### FK Senica
V lednu 2016 odešel do FK Senica, kde podepsal dvou a půlletý kontrakt. Ve slovenské nejvyšší soutěži v dresu Senice debutoval pod trenérem Dušanem Vrtěm v ligovém utkání 20. kole (27. 2. 2016) proti FO ŽP Šport Podbrezová (prohra Senice 0:1), odehrál 90 minut.